# Diocese de Tulle
A Diocese de Tulle (Latim: Dioecesis Tutelensis; Francês: Diocèse de Tulle) é uma diocese  da Igreja Católica em Tulle, França. A diocese de Tulle compreende todo o departamento de Corrèze.
A Abadia de Tulle foi fundada no início do século X. No início do século XII, o abade estabeleceu o controle sobre a igreja de peregrinação de Rocamadour. A abadia foi elevada a diocese em 1317, mas suprimida pela Concordata de 1802, que a uniu à diocese de Limoges. Em 1817, a diocese foi restabelecida em princípio, de acordo com os termos da Concordata de 1817, sendo reerguido canonicamente apenas pelas bulas papais datadas de 6 e 31 de outubro de 1822, e feito sufragâneo do Arcebispo de Burgos. Desde a reorganização das províncias eclesiásticas francesas pelo Papa João Paulo II em 8 de dezembro de 2002, Tulle tem sido sufragânea da Arquidiocese de Poitiers.

## História
De acordo com lendas que surgiram em anos posteriores à vida de São Marçal, esse santo, que havia sido enviado por São Pedro para pregar, teria restaurado a vida do filho do governador romano, Nerva, e que teria coberto o país vizinho de igrejas. A construção de igrejas, porém, não foi possível até o século IV.
Algumas lendas nomeiam São Martinho de Tours como fundador da Abadia de Tulle, outros São Calmínio, Conde de Auvergne (século VII). Espoliados de seus bens por uma família poderosa, os Condes de Quercy, a abadia os recuperou em 930 através dos esforços de um membro da mesma família, o Visconde Adhemar. Adhemar está registrado como conde ou visconde de Tulle entre 898 e 935. Odão de Clúnia reformou a abadia em 928-929, nos moldes da A badia de Cluny, onde o abade foi eleito pelos monges, não indicado por alguma família local poderosa. Um importante santuário de peregrinação em Rocamadour foi adquirido pela abadia de Tulle, conforme confirmado pelo Papa Pascoal II em 1105.
O Papa João XXII em uma bula datada de 13 de agosto de 1317, separou a Abadia de Tulle da jurisdição da diocese de Limoges e elevou-a à categoria episcopal; mas o Capítulo da nova catedral continuou a observar a Regra de São Bento, e não foi transformado em um colégio de Cânones seculares até 1514. Os dignitários do Capítulo incluíam: um Reitor, um Reitor, um Tesoureiro e um Cantor. O novo Capítulo dos Cânones Seculares foi autorizado a ter dezesseis cânones e a criar doze vigários corais (o que não puderam fazer por restrições financeiras); no século XVIII havia apenas doze cânones. O abade Arnaud de Tulle foi nomeado o primeiro bispo de Tulle. O Papa também elevou Tulle da categoria de vila à de cidade, e deu aos Bispos de Tulle o título de Visconde.
Entre os bispos de Tulle estavam Hugues Roger, conhecido como Cardeal de Tulle (1342 –43), que foi bispo por apenas dez semanas, nunca foi consagrado e viveu com seu irmão Clemente VI em Avignon; Jean Fabri (1370–71), que se tornou cardeal em 1371; Jules Mascaron, o pregador (1671-79), que mais tarde foi Bispo de Agen; Léonard Berteaud, pregador e teólogo (1842–1878). De longe, o estudioso mais importante vindo de Tulle foi Étienne Baluze, capelão de Luís XIV e Diretor do Collège de France (1709-1710), autor de Vitae Paparum Avenionensium (1693) e Historia Tutelensis (1716).
Pierre Roger, que se tornou papa com o nome de Clemente VI, era natural de Maumont (agora parte da comuna de Rosiers-d'Égletons) na diocese. Em 1352, o Conclave papal escolheu Étienne Aubert, que se tornou papa sob o nome de Inocêncio VI, e que era natural da aldeia de Les Monts (agora parte da comuna de Beyssac) na Diocese de Tule. Em 1362, Hugues Roger, chamado Cardeal de Tulle, irmão de Clemente VI, recusou o papado; em 1370, Pierre Roger de Beaufort, seu sobrinho, tornou-se papa com o nome de Gregório XI.
Em Tulle e em Bas (Baixo) Limousin, todos os anos, na vigília de São João Batista, é celebrada uma festa conhecida como le tour de la lunade (a mudança da lua); é um exemplo curioso da maneira como a Igreja conseguiu santificar e cristianizar muitos costumes pagãos. A lenda situa a instituição desta festa em 1346 ou 1348, na época da Peste Negra. Parece ter sido o resultado de um voto feito em homenagem ao santo. Maximin Deloche, natural de Tulle, argumentou no entanto, que a adoração do sol existiu na Gália até o século VII, de acordo com o testemunho de Santo Elígio de Noyon, e que a festa da Véspera de São João, no dia 24 de junho, foi substituída pelo festival pagão do solstício de verão, de modo que o  tour de la lunade  era um antigo costume pagão, santificado pela Igreja , que o transformou em um ato de homenagem a São João Batista.
A diocese de Tulle foi abolida durante a Revolução Francesa pela Assembleia Legislativa, sob a Constituição Civil do Clero (1790). Seu território foi incluído na nova diocese, chamada de Corrèze, que fazia parte do metropolinato chamado de Metropole de Sud-Ouest (que incluía dez novos 'departamentos'). Os eleitores de Corrèze reuniram-se em Tulle a partir do dia 20 de fevereiro de 1791 e, após dois dias de deliberações, elegeram Jean-Jacques Brivel, um ex-jesuíta de 65 anos e tio do Procurador-Síndico de Corrèzes. Foi consagrado em Paris, no Oratório, em 13 de março de 1791, pelos Bispos Constitucionais Saurine (Landes), Lindet e Laurent.[carece de fontes?] A consagração foi válida, mas foi ilícita e cismática; nenhuma bula de consagração foi emitida pelo Papa Pio VI. Em Corrèzes, apenas quarenta padres que prestaram juramento à Constituição tiveram de servir 320 paróquias.
Em 1791, a Catedral de Tulle foi ocupada pelas tropas da Revolução, que instalaram uma fábrica de armas em um transepto. Em 1796, a cúpula e o cruzamento do transepto caíram, e o Coro e o Transepto foram demolidos. A antiga escultura foi destruída durante o Terror.
Em 27 de novembro de 1793, os entusiastas do Terror, em número de 2.000, varreram Tulle, destruindo tudo relacionado à religião que puderam encontrar, e o Bispo Constitucional fugiu. O Bispo Brivel esteve ausente durante dezesseis meses e quando regressou permaneceu inativo. Morreu em Tulle em 18 de janeiro de 1802, após ter retratado seu juramento e confessado seus erros.

## Santos e peregrinações
São Rodolfo de Turenne, Arcebispo de Bourges (falecido em 866) fundou, por volta de 855, a Abadia de Beaulieu na Diocese de Tulle. O Mosteiro de Glandier data de 1219; a Beneditina Abadia de Uzerche foi fundada entre 958 e 991; Meymac Priory, que se tornou uma abadia em 1146, foi fundada por Arcambaldo III, Visconde de Conborn.
Santo Antônio de Pádua viveu vários dias em Brive, no final de outubro de 1226; e a peregrinação à Gruta de Brive é a única existente na França em sua homenagem. Outros santos ligados à diocese são: S. Fereola, mártir (data incerta); São Martinho de Brive, discípulo de São Martinho de Tours e mártir (século V); S. Duminus, eremita (início do século VI); em Argentat, São Sacerdos, que era bispo de Limoges quando se retirou para a solidão (século VI); S. Vicentino (São Viance), eremita (século VII); S. Liberalis, Bispo de Embrun, morreu em 940 em Brive, sua cidade natal; S. Reynier, reitor de Beaulieu, morreu no início do século X; S. Estêvão de Obazina, b. por volta de 1085, fundador do mosteiro para homens em Obazine, e daquele para mulheres em Coyroux; S. Berthold de Malefayde, primeiro general dos Carmelitas, e cujo irmão Aymeric era Patriarca de Antioquia (século XII). O missionário Dumoulin Borie (1808-1838), martirizado em Tonquin, nasceu na diocese.
As principais peregrinações da diocese são: Notre-Dame-de-Belpeuch, em Camps, datada do século IX ou X; Notre-Dame-de-Chastre at Bar, datada do século XVII; Notre-Dame-du-Pont-du-Salut, que remonta ao século XVII; Notre-Dame-du-Roc em Servières, datada de 1691; Notre-Dame-d'Eygurande, datada de 1720; Notre-Dame-de-La-Buissière-Lestard, que foi local de peregrinação antes do século XVII; Notre-Dame-de-La-Chabanne em Ussel, data de 1140; Notre-Dame-de-Pennacorn em Neuvic, datada do final do século XV.

## Abades de Tulle
- Bernard I (falecido em 969)[22]
- Géraud I (falecido em 979)[22]
- Adémar (fl. 984)[23]
- Bernardo II (c. 994 – 17 de novembro de 1028)[23]
- Pierre I (fl. 1031×1037)[23]

Bernardo III (1037–1055)
- Bernardo IV (fl. 1059)[25]
- Fruin (c. 1070 – 1085)[26]
- Gausbert (1085–1091)[27]
- Robert de Montbron (1091–1092)[28]
- Guillaume de Carbonnières (1092–1111/2)[29]
- Ebles de Turenne (1112 – 6/7 de novembro de 1152)[29]
- Géraud II d'Escorailles (1152 – 12 de dezembro de 1188)[29]
- Bernard V (fl. 1191–1193)[29]
- Bertrand (fl. 1209)[29]
- Bernardo VI de Ventadour (1210–1235)[29]
- Elie de Ventadour (1237–1241)[30]
- Pierre II de Vart de Malemort (1241–1276)[31]
- Pierre III de Coral (28 de agosto de 1276 – 1285/6)[32]
- Raymond de Terrasson (setembro de 1286 - 6 de outubro de 1305)[32]
- Arnaud de Saint-Astier (9 de março de 1307 – 18 de agosto de 1317)[32]

## Bispos de Tulle

### 1317 a 1400
- Arnaud de Saint-Astier (18 de agosto de 1317 – 1333)[33]
- Arnaud de Clermont, O.Min. (10 de setembro de 1333 – 1337)[33]
- Hugues Roger, O.S.B. (18 de julho de 1342 – 25 de setembro de 1342)[34]
- Guy[35] (25 de setembro de 1342 – 1344)
- Bertrand de la Tour[36] (1 de outubro de 1344 – 1346) (transferido para St.-Papoul)
- Pierre d'Aigrefeuille (19 de fevereiro de 1347 - 24 de outubro de 1347) (transferido para Vabres)[37]
- Archambaud (11 de fevereiro de 1348 – 26 de fevereiro de 1361)[38]
- Laurence d'Albiars (ou d'Albiac/Aubiac) (25 de outubro de 1361 – 1369) (transferido da Vaison)[39]
- Jean Lefevre (8 de agosto de 1369 - 30 de maio de 1371) (promovido Cardeal Sacerdote de San Marcello[40])
- Bertrand de Cosnac de Maumont[41] (4 de julho de 1371 – 9 de julho de 1376)[42] (transferido para Poitiers[43])
- Bernardo (30 de janeiro de 1376 – 1376)
- Pierre de Cosnac[44] (27 de agosto de 1376 – 1407)

### 1400 a 1500
- Bertrand de Botinand (13 de setembro de 1407 – 1416) (nomeado por Bento XIII da Obediência de Avignon.[45]
- Hugues Combarel(li) (29 de novembro de 1419 – 12 de janeiro de 1422) (transferido para Béziers[46]) (nomeado por João XXIII do Obediência Pisan Avignon-Romana)[47]
- Bertrand de Maumont (12 de janeiro de 1422 – 1426) (transferido de Béziers[46])
- Jean de Cluys[48] (6 de fevereiro de 1426 – 9 de junho de 1444)[49]
- Pierre Comborn (nomeado pelo Papa Eugênio IV, mas nunca concedeu as temporalidades pelo Rei da França)[50]
- Hugues d'Aubusson (15 de junho de 1451 – setembro de 1454)[51]
- Louis d'Aubusson, O.S.B.[52] (17 de dezembro de 1455 – setembro de 1471)
- Denis de Bar[53] (20 de novembro de 1471 – 1495) (transferido para St. Papoul)
- Clément de Brillac[54] (9 de março de 1495 – 21 de setembro de 1514)

### 1500 a 1800
- François de Lévis (11 de dezembro de 1514 – 1530)[55]
- Jacques Amelin (15 de janeiro de 1531 – maio de 1539)
- Pierre du Chastel [Castellanus] (16 de junho de 1539 – 1544) (transferido para Macon)
- François de Faucon (2 de abril de 1544 – 1551) (transferido para Orleans)
- Jean de Fonsec (4 de março de 1551 – 1560)
- Louis de Genoillac [Senollhac] (17 de julho de 1560 – 1580)

Flotard Genoillac de Gourden (8 de junho de 1582 – março de 1586)
- Antoine de la Tour[56] (20 de abril de 1587 – 12 de setembro de 1594)
- [Jean de Visandon] (nomeado em 1594, mas nunca recebeu aprovação papal e nunca foi consagrado)[57]
- Jean Ricard de Gourdon de Genouillac (8 de novembro de 1599 – 1652)[58]
- Louis de Rechingevoisin de Guron (26 de maio de 1653 – 1671/1672)[59]
- Jules Mascaron (21 de março de 1672 – 1679)[60] (Nomeado Bispo de Agen[61])
- Humbert Ancelin (17 de março de 1681 – 1702)[62]
- André-Daniel de Beaupoil de Saint-Aulaire[63] (25 de setembro de 1702 – 8 de setembro de 1720)[64]
- Louis-Jacques Chapt de Rastignac[65] (29 de dezembro de 1721 nomeado - 26 de outubro de 1723 nomeado, Arcebispo de Tours)
- Charles du Plessis d'Argentré[65] (26 de outubro de 1723 nomeado - 27 de outubro de 1740 falecido)
- François de Beaumont d'Autichamp (20 de dezembro de 1741 - 20 de novembro de 1761)[66]
- Henri Joseph Claudius de Bourdeille (22 de novembro de 1762 - 17 de dezembro de 1764)[67] (transferido para Soissons)[68]
- Charles Joseph Marie de Raffélis de Saint-Sauveur (17 de dezembro de 1764 - 28 de abril de 1791)[69]
  - Jean Jacques Brival (1791 – 18 de janeiro de 1802) (Bispo Constitucional de Corrèze)[70]

### desde 1800
- Claude-Joseph-Judith-François-Xavier de Sagey (13 de janeiro de 1823 – 1824 renunciou)
- Augustin de Malhet de Vachères (13 de outubro de 1824 - 16 de maio de 1842, falecido)
- Jean-Baptiste-Pierre-Léonard Berteaud (15 de junho de 1842 - 3 de setembro de 1878 aposentado)
- Henri-Charles-Dominique Denéchau (15 de outubro de 1878 - 18 de abril de 1908, falecido)
- Albert Nègre (14 de julho de 1908 - 5 de agosto de 1913) (transferido para Arcebispo de Tours)
- Joseph-Marie-François-Xavier Métreau (6 de agosto de 1913 - 24 de abril de 1918, falecido)
- Jean Castel (3 de agosto de 1918 - 8 de outubro de 1939, falecido)
- Aimable Chassaigne (6 de fevereiro de 1940 - 23 de janeiro de 1962 aposentado)
- Marcel Lefebvre, C.S.Sp., Arcebispo (título pessoal) † (23 de janeiro de 1962 nomeado - 11 de agosto de 1962 renunciado)
- Henri Clément Victor Donze (15 de novembro de 1962 nomeado - 12 de fevereiro de 1970) (nomeado bispo de Tarbes et Lourdes)
- Jean-Baptiste Brunon, P.S.S. † (4 de abril de 1970 nomeado - 28 de abril de 1984 renunciado)
- Roger Marie Albert Froment † (nomeado em 20 de junho de 1985 - renunciado em 22 de outubro de 1996)
- Patrick Le Gal (nomeado em 12 de setembro de 1997 - nomeado em 23 de maio de 2000, bispo da França, militar)
- Bernard Louis Marie Charrier (22 de janeiro de 2001 nomeado - 12 de dezembro de 2013 aposentado)
- Francis Bestion (dezembro de 2013 - 2024) (nomeado bispo de Blois)
- Éric Bidot, OFM Cap (15 de abril de 2025 - atual)

### Trabalhos de referência
- Gams, Pius Bonifatius (1873). Series episcoporum Ecclesiae catholicae: quotquot innotuerunt a beato Petro apostolo. Ratisbon: Typis et Sumptibus Georgii Josephi Manz pp.644–645. (Use com cuidado; obsoleto)
- Jean, Armand (1891). Les évêques et les archevêques de France depuis 1682 jusqu'à 1801 (em francês). Paris: A. Picard
- Eubel, Conradus, ed. (1913). Hierarchia catholica, Tomus 1 second ed. Münster: Libreria Regensbergiana (em latim) p.505.
- Eubel, Conradus, ed. (1914). Hierarchia catholica, Tomus 2 second ed. Münster: Libreria Regensbergiana (em latim) p.259.
- Eubel, Conradus (ed.); Gulik, Guilelmus (1923). Hierarchia catholica, Tomus 3 second ed. Münster: Libreria Regensbergiana p.322.
- Gauchat, Patritius (Patrice) (1935). Hierarchia catholica IV (1592-1667). Münster: Libraria Regensbergiana. Consultado em 6 de julho de 2016 p.351.
- Ritzler, Remigius; Sefrin, Pirminus (1952). Hierarchia catholica medii et recentis aevi V (1667-1730). Patavii: Messagero di S. Antonio. Consultado em 6 de julho de 2016 p. 396.
- Ritzler, Remigius; Sefrin, Pirminus (1958). Hierarchia catholica medii et recentis aevi VI (1730-1799). Patavii: Messagero di S. Antonio. Consultado em 6 de julho de 2016 p. 423.

### Estudos
- Baluze, Étienne (1717). Historiae Tutelensis libri tres, auctore Stephano Baluzio Tutelensi (em latim). Paris: Typographia Regia
- Bertry, Louis (1900). Histoire de la ville de Tulle (em francês). Tule: Mazeyrie
- Ducreux, Francis (1986). Le Chapitre cathédral de Tulle: de ses origines à la Révolution française (em francês). Tule: Impr. Maugein
- René Fage (1889). Le Diocèse de la Corrèze pendente la Révolution: 1791-1801 ... (em francês). Tule: Imprimerie Crauffon
- Gasmand, Marion (2007). Les évêques de la provincia ecclésiatique de Bourges: milieu Xe-fin XIe siècle (em francês). Paris: Connaissances et Savoirs. ISBN 978-2-7539-0022-6
- Rupin, Ernest (1878). "Notice historique sur les Évèques de Tulle," Bulletin de la Société scientifique, historique et archéologique de la Corrèze (em francês). Tomo I. Brive: M. Riche, impr. 1878. pp. 493–498; 699–708
- Rupin, Ernest (1880). "Notice historique sur les Évèques de Tulle," Bulletin de la Société scientifique, historique et archéologique de la Corrèze (em francês). Tomo II. Brive: M. Riche, impr. 1880. pp. 109–120; 369–380
- Rupin, Ernest (1904). Roc-Amadour: Étude historique et archéologique. [S.l.]: Librairie G. Baranger Fils
- Sainte-Marthe (OSB), Denis de (1720).  Ex Typographia Regia, ed. Gallia Christiana, In Provincias Ecclesiasticas Distributa (em latim). Tomus secundus (Províncias de Bourges e Bordéus). Paris: [s.n.] pp. 662–684; Instrumenta, pp. 203–220
- Salviat, Paul; Quincy, Gilles (1991). La Cathédrale de Tulle aux XVIIe et XVIIIe siècles: nouveaux aperçus d'après des document inédits (em francês). Tulle: Lemouzi